# ソユーズMS-07
ソユーズMS-07は国際宇宙ステーションに第54次長期滞在クルーを送り届けるために2017年12月17日 07:21 UTCに打ち上げられたソユーズ宇宙船である。136機目のソユーズ宇宙船で、ロシア人のコマンダーと日本人医師、アメリカ人のフライトエンジニアの計3名が搭乗した。

## クルー
| 地位                 | メンバー                                                     | メンバー                                                     |
| -------------------- | ------------------------------------------------------------ | ------------------------------------------------------------ |
| コマンダー           | アントン・シュカプレロフ, RSA 第54次長期滞在 3回目の宇宙飛行 | アントン・シュカプレロフ, RSA 第54次長期滞在 3回目の宇宙飛行 |
| フライトエンジニア 1 | スコット・ティングル, NASA 第54次長期滞在 1回目の宇宙飛行    | スコット・ティングル, NASA 第54次長期滞在 1回目の宇宙飛行    |
| フライトエンジニア 2 | 金井宣茂, JAXA 第54次長期滞在 1回目の宇宙飛行                | 金井宣茂, JAXA 第54次長期滞在 1回目の宇宙飛行                |

### バックアップクルー
| 地位                 | メンバー                             | メンバー                             |
| -------------------- | ------------------------------------ | ------------------------------------ |
| コマンダー           | セルゲイ・プロコピエフ, RSA          | セルゲイ・プロコピエフ, RSA          |
| フライトエンジニア 1 | アレクサンダー・ゲルスト, ESA        | アレクサンダー・ゲルスト, ESA        |
| フライトエンジニア 2 | セリーナ・オナン・チャンセラー, NASA | セリーナ・オナン・チャンセラー, NASA |

### クルーに関して
当初、ロシア人宇宙飛行士のアレクサンドル・スクボルソフがこのミッションの指揮を取ることになっていたが、一時的な医学的な理由でフライトクルーから外れてソユーズMS-13に移ったため、シュカプレロフがバックアップクルーから外れてソユーズのコマンダーおよび第55次長期滞在のコマンダーに割り当てられた。

## 任務

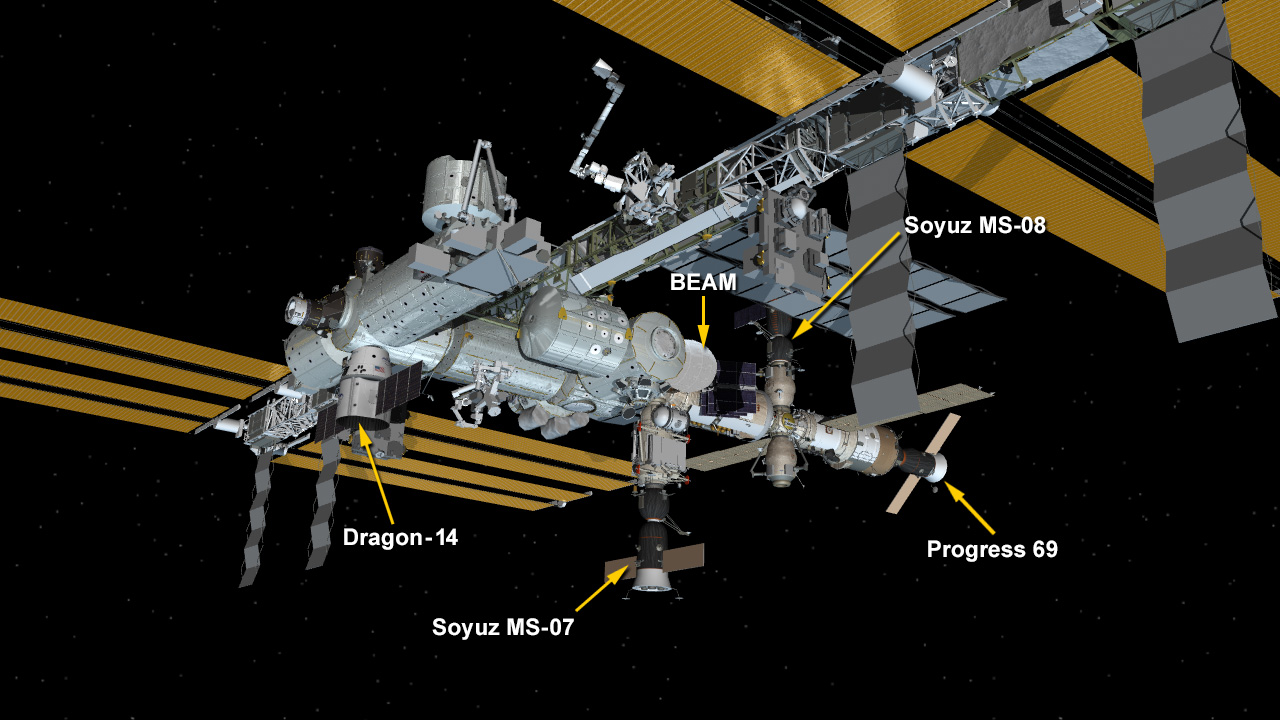
国際宇宙ステーションの配置。スペースX ドラゴンCRS-14ISS再補給船、プログレスMS-08再補給船およびMS-07とソユーズMS-08有人船の4機の宇宙船がドッキングしている。

このソユーズ宇宙船はNASAのスコット・D・ティングル、ロシア宇宙局ロスコスモスのアントン・シュカプレロフおよび国立研究開発法人宇宙航空研究開発機構JAXAの金井宣茂を運んだ。この3人の到着によってステーションの人員は再び6人に戻った。3人は第54次長期滞在のコマンダーであるロスコスモスのアレクサンドル・ミシュルキンと乗組員のマーク・T・ヴァンデ・ヘイおよびジョセフ・アカバと合流した。乗組員たちは、生物学、地球科学、人体実験、物理科学および技術開発といった分野の約250の調査研究を4ヶ月にわたって行った。ヴァンデ・ヘイ、アカバおよびミシュルキンはステーションに2018年2月まで留まり、ティングル、shカプレロフおよび金井は2018年6月に地球に帰還した。
今回の乗組員は、米国セグメントの乗組員数を長期的に3人から4人に増やしており、NASAが宇宙ステーションでの研究に最大限の時間をさくことを可能にしている。今後、微小重力環境下での光ファイバ・フィラメント製造の利点や、先進的な光学材料や電子機器の設計に不可欠な構造に関する新しい研究、宇宙空間や、地上での長期間寝込んだ際などでの筋肉の衰えに対処するために設計された薬剤化合物およびドラッグ・デリバリー・システムの調査などが行われる予定である。17年以上もの間、人類はステーションに住み続け、働き続け、科学的知識を深め、新しい技術を実証し、地球上では不可能な研究のブレークスルーを実現し、人間やロボットによる深宇宙への長期的な探査を可能にしてきた。世界的な取り組みとして、18カ国から200人以上の人々がこのユニークな微小重力実験室を訪れ、95カ国以上の研究者による2,100件以上の研究調査が行われた。

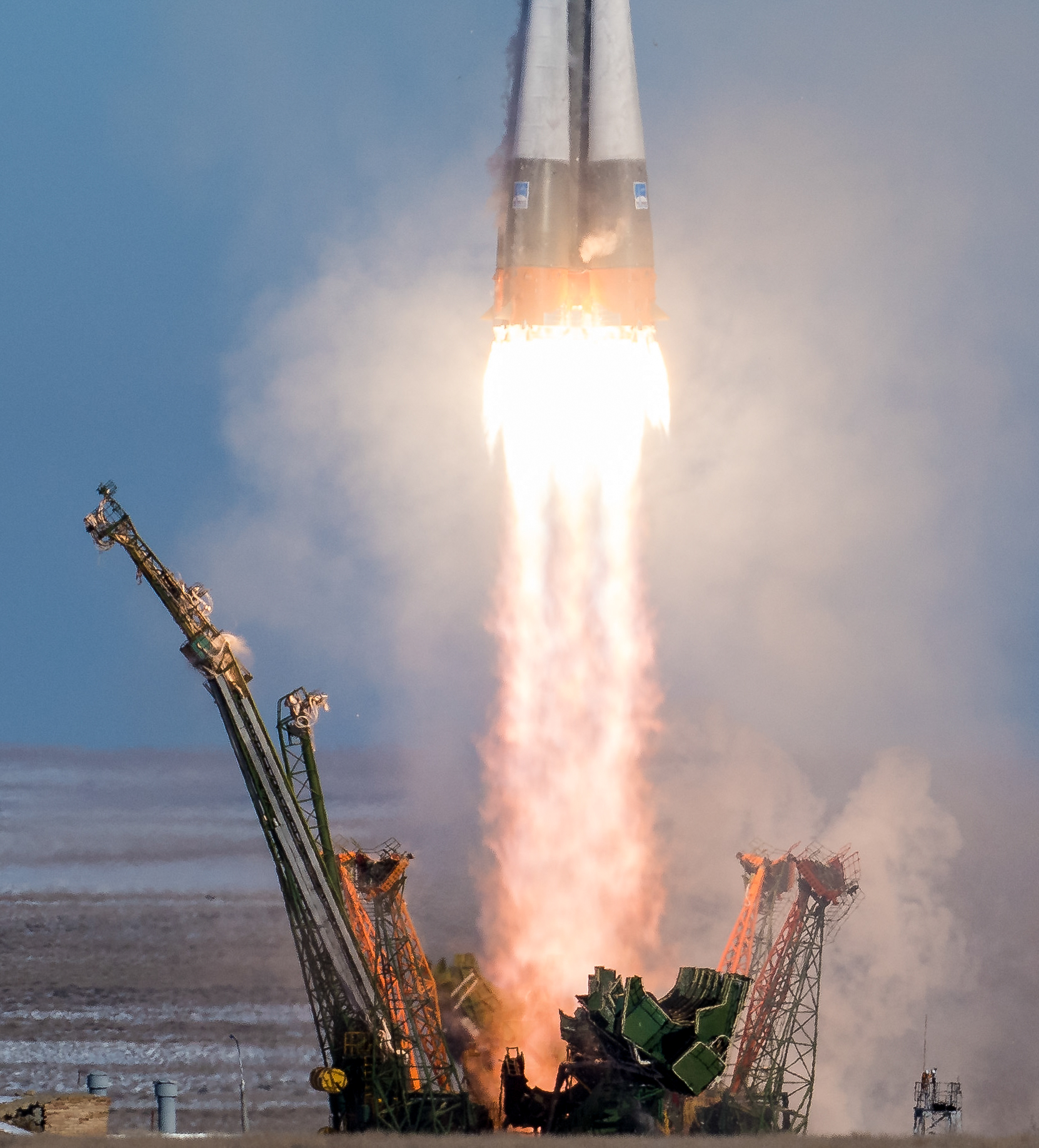
打ち上げ